# Fuktkräm

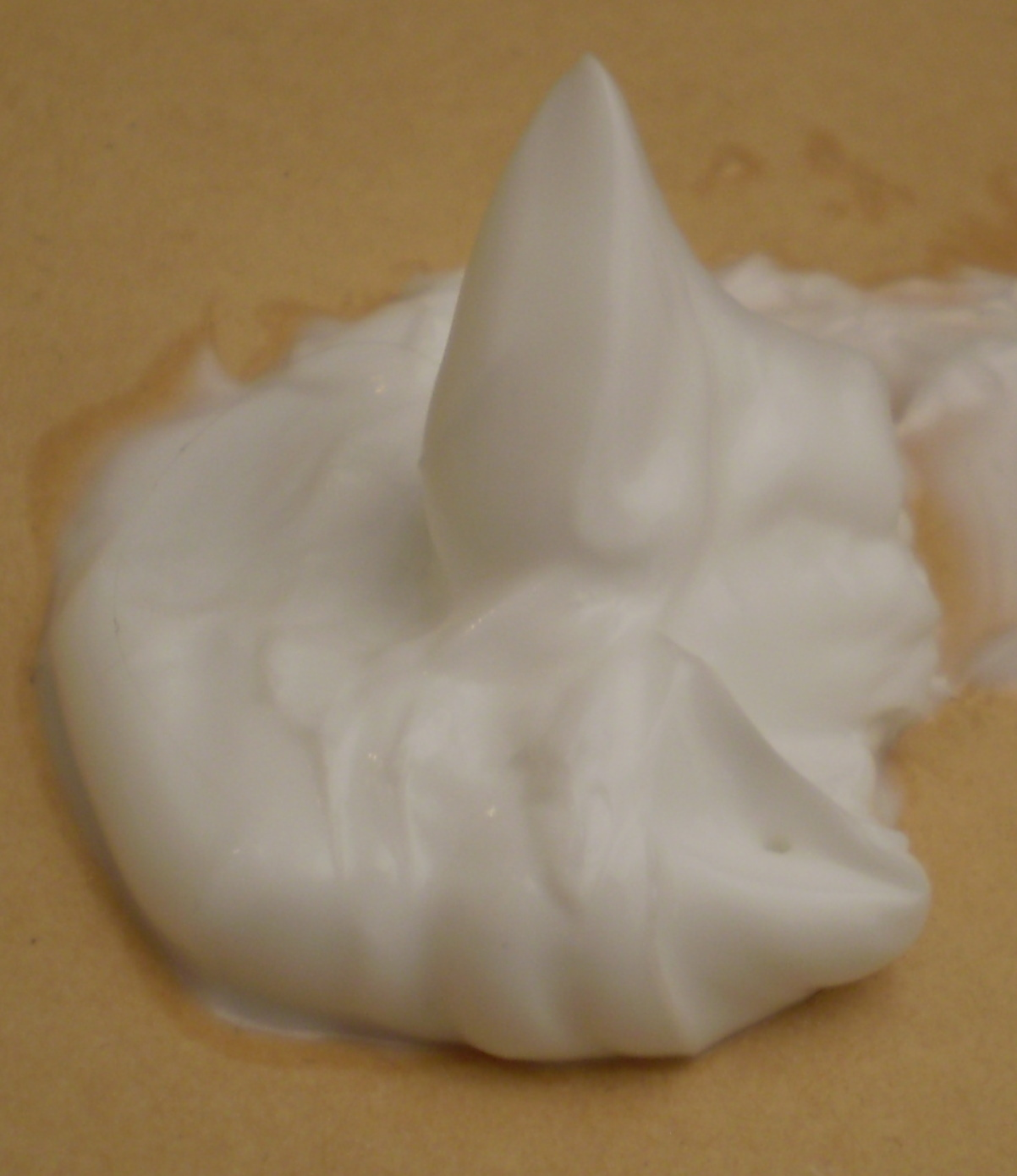
Fuktkräm utgörs vanligtvis av en sammansättning av fetter

En fuktkräm är en blandning av kemiska ingredienser som är specifikt avsedda att göra de yttre lagren av huden (epidermis) mjukare och mer elastiska genom att öka vatteninnehållet i dem. Detta åstadkoms genom att avdunstningen minskas.

## Användning
En systematisk översikt av Cochrane år 2017 visade att fuktkräm har vissa positiva effekter på eksem. Samma översikt fann ingen skillnad mellan olika fuktkrämer.